# Plegmapterus splendens
Plegmapterus splendens är en insektsart som beskrevs av Vitaly Michailovitsh Dirsh 1956. Plegmapterus splendens ingår i släktet Plegmapterus och familjen gräshoppor. Inga underarter finns listade i Catalogue of Life.